# Nils P. Heeßel
Nils P. Heeßel ist ein deutscher Altorientalist.

## Leben
Heeßel studierte Vorderasiatische Archäologie, Assyriologie und Ägyptologie in Heidelberg (1989–1991) und Berlin (1991–1992). In Heidelberg erwarb er 1994 den Magister Artium und wurde dort 1999 im Fach Assyriologie summa cum laude promoviert. Von 1996 bis 1998 war er Stipendiat im Graduiertenkolleg 197 „Religion und Normativität“. Von 1998 bis 2002 arbeitete er als wissenschaftlicher Mitarbeiter am Seminar für Sprachen und Kulturen des Vorderen Orients – Abteilung Assyriologie der Universität Heidelberg, wo er von 2002 bis 2003 die wissenschaftliche Assistenz vertrat. Von 2004 bis 2005 vertrat er die wissenschaftliche Assistenz am Lehrstuhl für Altorientalistik der Universität Würzburg. An der Heidelberger Akademie der Wissenschaften forschte er im Projekt Edition literarischer Keilschrifttexte aus Assur als wissenschaftlicher Mitarbeiter von 2005 bis 2014. 2009 hat er sich an der Heidelberger Universität mit der Habilitationsschrift Die Opferschau in Assur. Studien zur Entwicklung und Serialisierung der Opferschau-Kompendien in Babylonien und Assyrien habilitiert und wurde dort 2014 zum außerplanmäßigen Professor für Assyriologie ernannt. Von 2014 bis 2017 war er Beschäftigter im wissenschaftlichen Dienst am Lehrstuhl für Altorientalistik der Universität Würzburg.
Seit 2017 ist er Professor für Altorientalistik an der Philipps-Universität Marburg. Seit 2023 leitet er als Sprecher das DFG-Graduiertenkolleg 2844 „Inszenierung religiöser Atmosphäre in antiken Kulturen“.
Seine Forschungsschwerpunkte sind Akkadistik, Vorderasiatische Archäologie, altorientalische Divination, Medizin, Dämonologie und Religionsgeschichte sowie die babylonisch-assyrische Ideen- und Wissenschaftsgeschichte im 2. und 1. Jt. v. Chr.

## Schriften (Auswahl)
- Babylonisch-assyrische Diagnostik (= Veröffentlichungen zur Kultur und Geschichte des Alten Orients und des Alten Testaments. Band 43). Ugarit-Verlag, Münster 2000, ISBN 3-927120-86-3 (zugleich Dissertation, Heidelberg 1999).
- Pazuzu. Archäologische und philologische Studien zu einem altorientalischen Dämon (= Ancient magic and divinatio. Band 4). Brill, Leiden u. a. 2002, ISBN 90-04-12386-5 (zugleich Magisterarbeit, Heidelberg 1993).
- Divinatorische Texte I. Terrestrische, teratologische, physiognomische und oneiromantische Texte. Keilschrifttexte aus Assur literarischen Inhalts 1 (= Wissenschaftliche Veröffentlichungen der Deutschen Orient-Gesellschaft. Band 116). Harrassowitz, Wiesbaden 2007, ISBN 3-447-05591-X.
- Divinatorische Texte II. Opferschau-Omina. Keilschrifttexte aus Assur literarischen Inhalts 5 (= Wissenschaftliche Veröffentlichungen der Deutschen Orient-Gesellschaft. Band 139). Harrassowitz, Wiesbaden 2012, ISBN 978-3-447-06742-3.
- Divinatorische Texte III. Astrologische Omina. Keilschrifttexte aus Assur literarischen Inhalts 13 (= Wissenschaftliche Veröffentlichungen der Deutschen Orient-Gesellschaft. Band 160). Harrassowitz, Wiesbaden 2021.
- mit Stefan Mario Maul (Hrsg.): Assur-Forschungen. Arbeiten aus der Forschungsstelle „Edition Literarischer Keilschrifttexte aus Assur“ der Heidelberger Akademie der Wissenschaften. Harrassowitz, Wiesbaden 2010, ISBN 978-3-447-06298-5.
- mit Daniel Schwemer (Hrsg.): 100 Jahre Altorientalistik in Würzburg 1916-2016. Wiesbaden: Harrassowitz 2019. ISBN 978-3-447-11289-5
- mit Elyze Zomer (Hrsg.): Legitimising Magic. Strategies and Practices in Ancient Mesopotamia, Ancient Magic and Divination 21. Brill, Leiden/Boston, 2024. ISBN 978-90-04-68740-0
- mit Claus Ambos und Wiebke Meinhold (Hrsg.): kullat ṭupšarrūti. Festschrift für Stefan M. Maul. Harrassowitz, Wiesbaden 2023. ISBN 978-3-447-12128-6.
- mit Vera Tsukanova und Michael Waltisberg (Hrsg.): Der Perlentaucher. Festschrift für Stefan Weninger zu seinem 65. Geburtstag am 6. August 2024. Harrassowitz, Wiesbaden 2024. ISBN 978-3-447-12233-7